# Мьюлшу
Мьюлшу (англ. Muleshoe) — город в США, расположенный в северо-западной части штата Техас, административный центр округа Бейли. По данным переписи за 2010 год число жителей составляло 5158 человек, по оценке Бюро переписи США в 2018 году в городе проживало 5568 человек.

## История

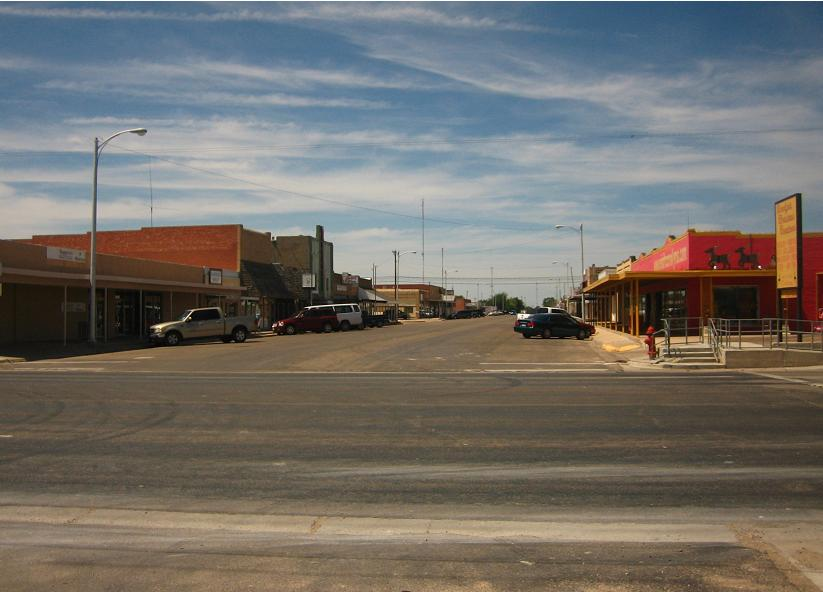
Главная улица в центре Мьюлшу

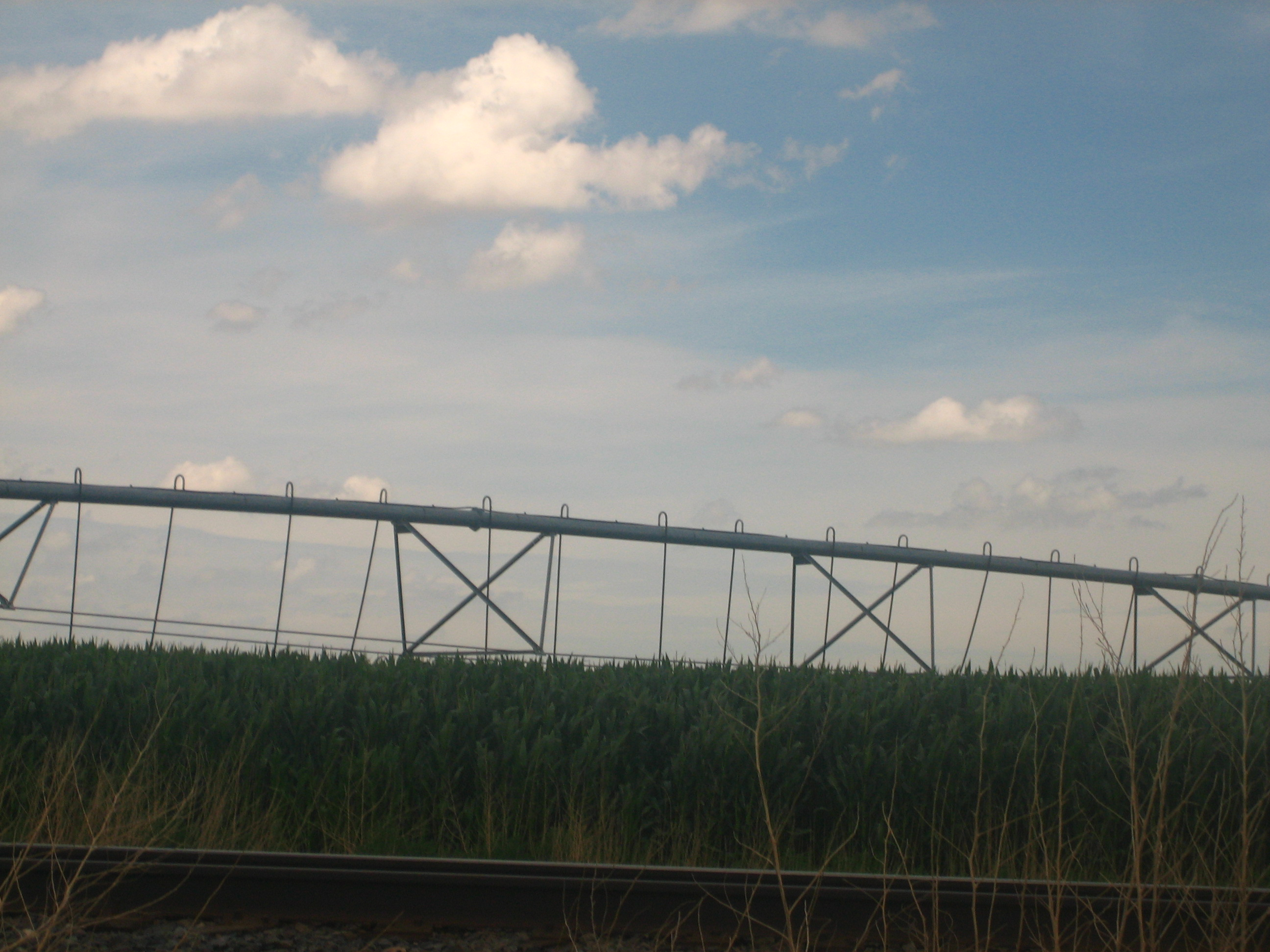
Поля с поливом между Мьюлшу и Фаруэллом

Город был основан в 1913 году при строительстве железной дороги Pecos and Northern Texas Railway и был назван в честь ближайшего ранчо. В 1917 году был основан округ Бейли, и Мьюлшу стал административным центром нового округа. В 1926 году город получил устав, началось формирование органов местной власти. В первые годы Мьюлшу, ставший торговым и транспортировочным центром округа, стремительно рос.
В 1935 году неподалёку от города был организован национальный заповедник Мьюлшу, один из первых национальных заповедников в штате. В память о существенном вкладе животных в ходе Первой мировой войны в городе была установлена статуя мулу. К 1970 году в городе работало около 200 предприятий, в том числе два госпиталя, два банка, библиотека, газетное издательство, радиостанция, завод по производству продукции для сельхозработ и фабрика по переработке еды.

## География
Мьюлшу находится на северо-востоке округа, его координаты: 34°13′35″ с. ш. 102°43′26″ з. д..
Согласно данным бюро переписи США, площадь города составляет около 8,9 км2, полностью занятых сушей.

### Климат
Согласно классификации климатов Кёппена, в Мьюлшу преобладает семиаридный климат умеренных широт (BSk).
| Показатель                    | Янв.  | Фев.  | Март  | Апр.  | Май  | Июнь | Июль | Авг. | Сен. | Окт. | Нояб. | Дек.  | Год   |
| ----------------------------- | ----- | ----- | ----- | ----- | ---- | ---- | ---- | ---- | ---- | ---- | ----- | ----- | ----- |
| Абсолютный максимум, °C       | 27,2  | 29,4  | 35,6  | 37,2  | 39,4 | 42,8 | 43,3 | 43,3 | 41,1 | 36,1 | 31,7  | 27,2  | 43,3  |
| Средний суточный максимум, °C | 11,3  | 13,8  | 18    | 23,2  | 27,6 | 32,3 | 33,4 | 32,5 | 28,7 | 23,6 | 16,7  | 12,2  | 22,8  |
| Средняя температура, °C       | 2,3   | 4,5   | 8,3   | 13,6  | 18,7 | 23,7 | 25,3 | 24,4 | 20,4 | 14,4 | 7,4   | 3,3   | 13,9  |
| Средний суточный минимум, °C  | −6,6  | −4,7  | −1,3  | 4,1   | 9,7  | 15,1 | 17,2 | 16,3 | 12,2 | 5,3  | −1,8  | −5,7  | 5     |
| Абсолютный минимум, °C        | −25,6 | −29,4 | −17,2 | −11,7 | −3,3 | 4,4  | 8,9  | 5    | −2,2 | −10  | −18,3 | −22,8 | −29,4 |
| Норма осадков, мм             | 13    | 12    | 18    | 26    | 56   | 68   | 60   | 65   | 58   | 39   | 17    | 14    | 446   |
| Источник: weatherbase.com     |       |       |       |       |      |      |      |      |      |      |       |       |       |

## Население
Согласно переписи населения 2010 года в городе проживало 5158 человек, было 1727 домохозяйств и 1295 семей. Расовый состав города: 75,2 % — белые, 1,3 % — афроамериканцы, 1,5 % — коренные жители США, 0,4 % — азиаты, 0 % — жители Гавайев или Океании, 19,7 % — другие расы, 2 % — две и более расы. Число испаноязычных жителей любых рас составило 64,3 %.
Из 1727 домохозяйств, в 43,9 % живут дети младше 18 лет. 55,6 % домохозяйств представляли собой совместно проживающие супружеские пары (29 % с детьми младше 18 лет), в 13 % домохозяйств женщины проживали без мужей, в 6,3 % домохозяйств мужчины проживали без жён, 25 % домохозяйств не являлись семьями. В 22,2 % домохозяйств проживал только один человек, 11,5 % составляли одинокие пожилые люди (старше 65 лет). Средний размер домохозяйства составлял 2,93 человека. Средний размер семьи — 3,42 человека.
Население города по возрастному диапазону распределилось следующим образом: 35,2 % — жители младше 20 лет, 25,9 % находятся в возрасте от 20 до 39, 26 % — от 40 до 64, 12,9 % — 65 лет и старше. Средний возраст составляет 30,6 года.
Согласно данным пятилетнего опроса 2018 года, медианный доход домохозяйства в Мьюлшу составляет 47 703 доллара США в год, медианный доход семьи — 53 455 долларов. Доход на душу населения в городе составляет 15 549 долларов. Около 14,3 % семей и 18,4 % населения находятся за чертой бедности. В том числе 23,1 % в возрасте до 18 лет и 19,7 % старше 65 лет.

## Местное управление
Управление городом осуществляется мэром и городским советом, состоящим из четырёх человек. Члены городского совета выбираются по округам, городской совет выбирает из своего состава заместителя мэра.

## Инфраструктура и транспорт
Основными автомагистралями, проходящими через Мьюлшу, являются:
- автомагистраль 70 США идёт с северо-запада от Фаруэлла на восток к Плейнвью.
- автомагистраль 84 США идёт с северо-запада от Фаруэлла на юго-восток к Литлфилд.
- автомагистраль 214 Техаса идёт с севера от пересечения с I-40 в Адриане на юг к Мортону.

В городе располагается муниципальный аэропорт Мьюлшу. Аэропорт располагает одной взлётно-посадочной полосой длиной 1554 метра. Ближайшим аэропортом, выполняющим коммерческие рейсы, является международный аэропорт Престона Смита в Лаббоке. Аэропорт находится примерно в 110 километрах к юго-востоку от Мьюлшу.

## Образование
Город обслуживается независимым школьным округом Мьюлшу.
В городе располагается филиал колледжа Южных Равнин (англ. South Plains College), в котором производится обучение медсестёр. Филиал расположен рядом с одним из госпиталей Мьюлшу.

## Экономика
Согласно финансовому отчёту города за 2016—2017 финансовый год, Мьюлшу владел активами на $15,99 млн, долговые обязательства города составляли $8,28 млн. Доходы города составили $4,84 млн, расходы города — $5,06 млн.

## Отдых и развлечения
Ежегодно в феврале в городе проводится выставка животноводства, а в июле на день независимости — чемпионат мира по бросанию подков мулов, также ежегодно проводятся велосипедные заезды Тур-де-Мьюлшу.
В городе находится самая большая подкова для мулов, размер которой достигает 6,7 на 5,2 метра. В городе также находится статуя мула «Старый Пит» (англ. Ol' Pete)), которая была приглашена и присутствовала на инаугурации президента Джорджа Буша — младшего в 2001 году.